# Phoebemima ensifera
Phoebemima ensifera là một loài bọ cánh cứng trong họ Cerambycidae.